# Llista d'obertures d'escacs
Aquest article és una llista d'obertures d'escacs, organitzada pel codi ECO. El 1996, l'Informador escaquístic va caracteritzar les obertures d'escacs en cinc grups (de la "A" a la "E"), i cadascun d'aquests dividits en cent subcategories (de "00" a "99"). Les obertures es varen publicar en cinc volums de l'Enciclopèdia d'obertures d'escacs, amb els volums anomenats de la "A" a la "E". Hi ha molts més noms de subvariants existents no incloses a la llista. A continuació, la classificació per codi ECO de les obertures d'escacs.

## A
El codi 'A' agrupa les obertures anomenades de flanc (aquelles en què la jugada inicial de les blanques no és ni 1.e4 ni 1.d4), a més de les línies antigues de la defensa índia (1.d4 Cf6).
- El primer moviment de les blanques sigui diferent a 1.e4, 1.d4 (A00–A39)
- 1.d4 sense 1...d5 o 1...Cf6: respostes no típiques a 1.d4 (A40–A44)
- 1.d4 Cf6 sense 2.c4: respostes no típiques a 1...Cf6 (A45–A49)
- 1.d4 Cf6 2.c4 sense 2...e6 or 2...g6: no típic sistemes indis (A50–A79)
- 1.d4 f5: Defensa Holandesa (A80–A99)

### A00–A39
El primer moviment de les blanques sigui diferent a 1.e4, 1.d4: 
- A00 Obertures irregulars

- Obertura Anderssen: 1.a3

- Obertura Anderssen, gambit Polonès (1...a5 2.b4)
- Obertura Anderssen, Formació Creepy Crawly (1...e5 2.h3 d5)
- Obertura Anderssen, Andersspike (1...g6 2.g4)

- Obertura Ware: 1.a4

- Obertura Ware, gambit Wing (1...b5 2.axb5 Bb7)
- Obertura Ware, gambit Ware (1...e5 2.a5 d5 3.e3 f5 4.a6)
- Obertura Ware, Variant Crab (1...e5 2.h4)

- Obertura Durkin: 1.Na3
- Obertura Sokolsky: 1.b4

- Obertura Sokolsky, gambit Birmingham (1...c5)
- Obertura Sokolsky, Variant Outflank (1...c6)
- Obertura Sokolsky, gambit Schuhler (1...c6 2.Ab2 a5 3.b5 cxb5 4.e4)
- Obertura Sokolsky, Variant Myers (1...d5 2.Ab2 c6 3.a4)
- Obertura Sokolsky, Atac Bugayev (1...e5 2.a3)
- Obertura Sokolsky, gambit Wolferts (1...e5 2.Ab2 c5)

- Obertura Saragossa: 1.c3
- Obertura Dunst: 1.Cc3
- Obertura Van't Kruijs: 1.e3
- Obertura Mieses: 1.d3
- Obertura Barnes: 1.f3
- Obertura Benko: 1.g3
- Atac Grob: 1.g4
- Obertura Clemenz: 1.h3
- Obertura Desprez: 1.h4
- Obertura Amar: 1.Ch3

- A01 Obertura Larsen
- A02 Obertura Bird
- A03 Obertura Bird, 1...d5
- A04 Obertura Reti, 1. Cf3
- A05 Obertura Reti, 2...Cf6
- A06 Obertura Reti, 2...d5
- A07 Obertura Reti, Atac indi de rei (sistema Barcza)
- A08 Obertura Reti, Atac indi de rei
- A09 Obertura Reti, 2...d5 3.c4
- A10 Obertura anglesa
- A11 Anglesa, sistema defensiu Caro-Kann
- A12 Anglesa, sistema defensiu Caro-Kann
- A13 Obertura anglesa
- A14 Anglesa, declinada cap a la Neo-Catalana
- A15 Anglesa, 1...Cf6 (Defensa Anglo-Índia)
- A16 Obertura anglesa
- A17 Obertura anglesa, defensa eriçó
- A18 Anglesa, variant Mikenas-Carls
- A19 Anglesa, Mikenas-Carls, variant siciliana
- A20 Obertura anglesa
- A21 Obertura anglesa
- A22 Obertura anglesa
- A23 Obertura anglesa, sistema Bremen, variant Keres
- A24 Obertura anglesa, sistema Bremen amb 3...g6
- A25 Obertura anglesa, siciliana invertida
- A26 Obertura anglesa, sistema tancat
- A27 Obertura anglesa, sistema dels tres cavalls
- A28 Obertura anglesa, sistema dels quatre cavalls
- A29 Obertura anglesa, quatre cavalls, fianchetto al flanc de rei
- A30 Obertura anglesa, variant simètrica
- A31 Obertura anglesa, simètrica, formació Benoni
- A32 Obertura anglesa, simètrica
- A33 Obertura anglesa, simètrica
- A34 Obertura anglesa, simètrica
- A35 Obertura anglesa, simètrica
- A36 Obertura anglesa, simètrica
- A37 Obertura anglesa, simètrica
- A38 Obertura anglesa, simètrica
- A39 Obertura anglesa, simètrica, línia principal amb d4

### A40–A44
1.d4 sense 1...d5 o 1...Cf6: respostes no típiques a 1.d4:
- A40 Obertura de peó de dama (incloent defensa anglesa, gambit Englund, defensa del cavall de dama, Defensa polonesa i Defensa Keres)
- A41 Obertura de peó de dama, defensa Wade
- A42 Defensa moderna, sistema Averbakh i també defensa Wade
- A43 Defensa Benoni antiga
- A44 Defensa Benoni antiga

### A45–A49
1.d4 Cf6 sense 2.c4: respostes no típiques a 1...Cf6:
- A45 Obertura de peó de dama
- A46 Obertura de peó de dama, sistema Londres
- A47 Defensa índia de dama
- A48 Índia de rei, Defensa índia de l'est, sistema Londres
- A49 Índia de rei, fianchetto sense c4

### A50–A79
1.d4 Cf6 2.c4 sense 2...e6 or 2...g6: no típic Sistemes indis:
- A50 Obertura de peó de dama, Tango dels cavalls
- A51 Gambit Budapest no acceptat
- A52 Gambit Budapest
- A53 Defensa índia antiga
- A54 Índia antiga, variant ucraïnesa
- A55 Índia antiga, línia principal
- A56 Defensa Benoni
- A57 gambit Benko
- A58 gambit Benko acceptat
- A59 gambit Benko, 7.e4
- A60 Defensa Benoni
- A61 Defensa Benoni
- A62 Benoni, variant del Fianchetto
- A63 Benoni, variant del Fianchetto, 9...Cbd7
- A64 Benoni, variant del Fianchetto, 11...Te8
- A65 Benoni, 6.e4
- A66 Benoni, variant tormenta de peons
- A67 Benoni, variant Taimànov
- A68 Benoni, Atac dels quatre peons
- A69 Benoni, Atac dels quatre peons, línia principal
- A70 Benoni, clàssica amb e4 i Cf3
- A71 Benoni, clàssica, 8.Ag5
- A72 Benoni, clàssica sense 9.O-O
- A73 Benoni, clàssica, 9.O-O
- A74 Benoni, clàssica, 9...a6, 10.a4
- A75 Benoni, clàssica amb ...a6 i 10...Ag4
- A76 Benoni, clàssica, 9...Te8
- A77 Benoni, clàssica, 9...Te8, 10.Cd2
- A78 Benoni, clàssica amb ...Te8 i ...Ca6
- A79 Benoni, clàssica, 11.f3

### A80–A99
1.d4 f5:
- A80 Defensa holandesa
- A81 Defensa holandesa
- A82 Holandesa, gambit Staunton, inclou també la Defensa Balogh
- A83 Defensa holandesa, gambit Staunton, variant Staunton
- A84 Defensa holandesa
- A85 Holandesa amb 2.c4 i 3.Cc3
- A86 Holandesa amb 2.c4 i 3.g3
- A87 Holandesa, Leningrad, variant principal
- A88 Holandesa, Leningrad, variant principal amb 7...c6
- A89 Holandesa, Leningrad, variant principal amb Cc6
- A90 Defensa holandesa
- A91 Defensa holandesa
- A92 Defensa holandesa
- A93 Holandesa, Stonewall, variant Botvinnik
- A94 Holandesa, Stonewall amb Aa3
- A95 Holandesa, Stonewall amb Cc3
- A96 Holandesa, variant clàssica
- A97 Holandesa, variant Ilyin-Genevsky
- A98 Holandesa, variant Ilyin-Genevsky amb Dc2
- A99 Holandesa, variant Ilyin-Genevsky amb b3

## B
El codi 'B' inclou les obertures semiobertes, excepte la defensa francesa.
- 1.e4 sense 1...c5, 1...e6 o 1...e5 (B00–B19)
- 1.e4 c5: Defensa siciliana (B20–B99)

### B00–B19
1.e4 sense 1...c5, 1...e6 o 1...e5:
- B00 Obertura del peó de rei sense 1... e5, 1... d5, 1... Cf6, 1... g6, 1... d6, 1... c6, 1... c5. (inclou Defensa Nimzowitsch, Defensa St. George, Defensa Owen, Defensa hipopòtam, Defensa Fred i altres)
- B01 Defensa escandinava (Contradefensa central)
- B02 Defensa Alekhin
- B03 Defensa Alekhin 3.d4
- B04 Defensa Alekhin, variant moderna
- B05 Defensa Alekhin, variant moderna, 4...Ag4
- B06 Defensa Robatsch (Moderna), inclou Monkey's Bum
- B07 Defensa Pirc
- B08 Pirc, sistema clàssic (dos cavalls)
- B09 Pirc, Atac austríac
- B10 Defensa Caro-Kann
- B11 Caro-Kann, dos cavalls, 3...Ag4
- B12 Defensa Caro-Kann
- B13 Caro-Kann, variant del canvi
- B14 Caro-Kann, atac Panov-Botvinnik, 5...e6
- B15 Defensa Caro-Kann
- B16 Caro-Kann, variant Bronstein-Larsen
- B17 Caro-Kann, variant Steinitz
- B18 Caro-Kann, variant clàssica
- B19 Caro-Kann, variant clàssica, 7...Cd7

### B20–B99
1.e4 c5: defensa siciliana
- B20 Defensa siciliana
- B21 siciliana, Atac Grand Prix i gambit Smith-Morra, inclòs el Parany siberià
- B22 Defensa siciliana, variant Alapín (2.c3)
- B23 siciliana, tancada
- B24 siciliana, tancada
- B25 siciliana, tancada
- B26 siciliana, tancada, 6.Ae3
- B27 defensa siciliana
- B28 siciliana, variant O'Kelly
- B29 siciliana, variant Nimzovich-Rubinstein
- B30 defensa siciliana
- B31 siciliana, Atac Nimzovich-Rossolimo (amb ...g6, sin ...d6)
- B32 Defensa siciliana
- B33 siciliana, variant Sveshnikov (Lasker-Pelikan)
- B34 Defensa siciliana, fianchetto accelerat, variant del canvi
- B35 Defensa siciliana, fianchetto accelerat, variant moderna amb Ac4
- B36 Defensa siciliana, fianchetto accelerat, variant Maróczy
- B37 Defensa siciliana, fianchetto accelerat, variant Maróczy, 5...Ag7
- B38 Defensa siciliana, fianchetto accelerat, variant Maróczy, 6.Ae3
- B39 Defensa siciliana, fianchetto accelerat, variant Breier
- B40 defensa siciliana
- B41 siciliana, variant Kan
- B42 siciliana, Kan, 5.Ad3
- B43 siciliana, Kan, 5.Cc3
- B44 defensa siciliana
- B45 siciliana, variant Taimànov
- B46 siciliana, variant Taimànov
- B47 siciliana, variant Taimànov (Bastrikov)
- B48 siciliana, variant Taimànov
- B49 siciliana, variant Taimànov
- B50 siciliana
- B51 siciliana, Atac Canal-Sokolsky
- B52 siciliana, Atac Canal-Sokolsky, 3...Ad7
- B53 siciliana, variant Chekhover
- B54 siciliana
- B55 siciliana, variant Prins, Atac de Venècia
- B56 siciliana
- B57 siciliana, Sozin (no Scheveningen) inclòs el Parany de Magnus Smith
- B58 siciliana, clàssica
- B59 siciliana, variant Boleslavsky, 7.Cb3
- B60 siciliana, Richter-Rauzer
- B61 siciliana, Richter-Rauzer, variant Larsen, 7.Dd2
- B62 siciliana, Richter-Rauzer, 6...e6
- B63 siciliana, Richter-Rauzer, Atac Rauzer
- B64 siciliana, Richter-Rauzer, Atac Rauzer, defensa 7...Ae7, 9.f4
- B65 siciliana, Richter-Rauzer, Atac Rauzer, defensa 7...Ae7, 9...Cxd4
- B66 siciliana, Richter-Rauzer, Atac Rauzer, 7...a6
- B67 siciliana, Richter-Rauzer, Atac Rauzer, defensa 7...a6, 8...Ad7
- B68 siciliana, Richter-Rauzer, Atac Rauzer, defensa 7...a6, 9...Ae7
- B69 siciliana, Richter-Rauzer, Atac Rauzer, defensa 7...a6, 11.Axf6
- B70 siciliana, variant del drac
- B71 siciliana, drac, variant Levenfish
- B72 siciliana, drac, 6.Ae3
- B73 siciliana, drac, clàssica, 8.O-O
- B74 siciliana, drac, clàssica, 9.Cb3
- B75 siciliana, drac, atac iugoslau
- B76 siciliana, drac, atac iugoslau, 7...O-O
- B77 siciliana, drac, atac iugoslau, 9.Ac4
- B78 siciliana, drac, atac iugoslau, 10.O-O-O
- B79 siciliana, drac, atac iugoslau, 12.h4
- B80 siciliana, variant Scheveningen
- B81 siciliana, Scheveningen, Atac Keres
- B82 siciliana, Scheveningen, 6.f4
- B83 siciliana, Scheveningen, 6.Ae2
- B84 siciliana, Scheveningen (Paulsen), variant clàssica
- B85 siciliana, Scheveningen, variant clàssica amb ...Dc7 i ...Cc6
- B86 siciliana, Atac Sozin
- B87 Sozin amb ...a6 i ...b5
- B88 siciliana, Sozin, variant Leonhardt
- B89 siciliana, Sozin, 7.Ae3
- B90 siciliana, Najdorf
- B91 siciliana, Najdorf, variant Zagreb (Fianchetto)
- B92 siciliana, Najdorf, variant Zagreb (Fianchetto)
- B93 siciliana, Najdorf, 6.f4
- B94 siciliana, Najdorf, 6.Ag5
- B95 siciliana, Najdorf, 6...e6
- B96 siciliana, Najdorf, 7.f4
- B97 siciliana, Najdorf, 7...Db6 incloent variant del peó enverinat
- B98 siciliana, Najdorf, 7...Ae7
- B99 siciliana, Najdorf, 7...Ae7 línia principal

## C
El codi 'C' inclou la defensa francesa i les obertures obertes.
- 1.e4 e6 Defensa francesa (C00–C19)
- 1.e4 e5 Defenses obertes (C20–C99)

### C00–C19
1.e4 e6 Defensa francesa:
- C00 Defensa francesa
- C01 Francesa, variant del canvi, Defensa Kingston
- C02 Francesa, variant de l'avanç
- C03 Francesa, Tarrasch
- C04 Francesa, Tarrasch, variant Guimard
- C05 Francesa, Tarrasch, variant tancada
- C06 Francesa, Tarrasch, variant tancada, línia principal
- C07 Francesa, Tarrasch, variant oberta
- C08 Francesa, Tarrasch, oberta, 4.exd5 exd5
- C09 Francesa, Tarrasch, variant oberta, línia principal
- C10 Francesa, variant Paulsen
- C11 defensa francesa
- C12 Francesa, variant MacCutcheon
- C13 Francesa, variant clàssica
- C14 Francesa, variant clàssica
- C15 Francesa, variant Winawer (Nimzovich)
- C16 Francesa, Winawer, variant de l'avanç
- C17 Francesa, Winawer, variant de l'avanç
- C18 Francesa, Winawer, variant de l'avanç
- C19 Francesa, Winawer, variant de l'avanç, 6...Ce7

### C20–C99
1.e4 e5 Defenses obertes:
- C20 Obertura del peó de rei (inclou Obertura Alapín, Obertura López, Obertura Napoleó, Obertura portuguesa i Atac Parham)
- C21 Obertura del centre (incloent gambit danès)
- C22 Obertura del centre
- C23 Obertura de l'alfil
- C24 Obertura d'alfil, defensa Berlín
- C25 Obertura vienesa
- C26 Obertura vienesa, variant Falkbeer
- C27 Obertura vienesa, Variant Frankenstein-Dràcula
- C28 Obertura vienesa
- C29 gambit vienés, variant Kaufmann inclòs el Parany de Würzburger
- C30 gambit de rei
- C31 gambit de rei no acceptat, contra-gambit Falkbeer
- C32 gambit de rei no acceptat, Falkbeer, 5. dxe4
- C33 gambit de rei acceptat
- C34 gambit de rei acceptat, inclosa la defensa Fischer
- C35 gambit de rei acceptat, defensa Cunningham
- C36 gambit de rei acceptat, defensa Abbazia (defensa clàssica, defensa moderna)
- C37 gambit de rei acceptat, gambit Quaade
- C38 gambit de rei acceptat
- C39 gambit de rei acceptat, gambit Allagier i gambit Kiesertisky inclòs el gambit Rice
- C40 Obertura de cavall (incloent defensa Gunderam, defensa Greco, defensa Damiano, gambit elefant, i gambit letó.)
- C41 Defensa Philidor
- C42 Defensa Petrov, incloent Parany de Marshall
- C43 Defensa Petrov, Atac Moderno(Steinitz)
- C44 Obertura de peó de rei (incloent Obertura Ponziani, Obertura húngara invertida, gambit irlandès, Obertura Konstantinopolsky i parte d'Obertura escocesa)
- C45 Obertura escocesa
- C46 Obertura dels tres cavalls incloent gambit Müller-Schulze
- C47 Obertura dels quatre cavalls, variant escocesa
- C48 Obertura dels quatre cavalls, variant Ruy López
- C49 Obertura dels quatre cavalls, Doble Ruy López
- C50 Obertura de peó de rei (incloent gambit Blackburne Shilling, Defensa hongaresa, Defensa París, gambit Italià, Parany de Légal, gambit Rousseau i Giuoco Pianíssim)
- C51 gambit Evans
- C52 gambit Evans amb 4...Axb4 5.c3 Aa5
- C53 Giuoco Piano
- C54 Giuoco Piano
- C55 Defensa dels dos cavalls
- C56 Defensa dels dos cavalls
- C57 Defensa dels dos cavalls, incloent Atac Fried Liver
- C58 Defensa dels dos cavalls
- C59 Defensa dels dos cavalls
- C60 Obertura Ruy López
- C61 Ruy López, Defensa Bird
- C62 Ruy López, Defensa Steinitz antiga
- C63 Ruy López, Defensa Schliemann
- C64 Ruy López, Defensa clàssica (Cordel)
- C65 Ruy López, Defensa Berlín incloent Parany de Mortimer
- C66 Ruy López, Defensa Berlín, 4.O-O, d6
- C67 Ruy López, Defensa Berlín, variant oberta
- C68 Ruy López, variant del canvi
- C69 Ruy López, variant del canvi, 5.O-O
- C70 Ruy López
- C71 Ruy López, Defensa Steinitz moderna incloent Parany de l'Arca de Noè
- C72 Ruy López, Defensa Steinitz moderna 5.0-0
- C73 Ruy López, Defensa Steinitz moderna, variant Richter
- C74 Ruy López, Defensa Steinitz moderna
- C75 Ruy López, Defensa Steinitz moderna
- C76 Ruy López, Defensa Steinitz moderna, variant fianchetto (Bronstein)
- C77 Ruy López, Defensa Morphy
- C78 Ruy López, 5.O-O
- C79 Ruy López, Defensa Steinitz diferida (Defensa Rusa)
- C80 Ruy López, Defensa oberta (Tarrasch)
- C81 Ruy López, oberta, Atac Howell
- C82 Ruy López, oberta, 9.c3
- C83 Ruy López, oberta, Defensa clàssica
- C84 Ruy López, Defensa tancada
- C85 Ruy López, variant del canvi doblement diferit
- C86 Ruy López, Atac Worrall
- C87 Ruy López, tancada, variant Averbach
- C88 Ruy López, tancada
- C89 Ruy López, Contraatac Marshall
- C90 Ruy López, tancada (amb...d6)
- C91 Ruy López, tancada, 9.d4
- C92 Ruy López, tancada, 9.h3
- C93 Ruy López, tancada, Defensa Smyslov
- C94 Ruy López, tancada, Defensa Breier
- C95 Ruy López, tancada, Breier, 10.d4
- C96 Ruy López, tancada, 8...Ca5
- C97 Ruy López, tancada, Defensa Txigorin
- C98 Ruy López, tancada, Chigorin, 12...Cc6
- C99 Ruy López, tancada, Chigorin, 12...cxd4

## D
El codi 'D' inclou les obertures tancades i semitancades, inclosa la defensa Grunfeld.
- d4 d5 Defenses tancades (D00–D69)
- 1.d4 Cf6 2.c4 g6 amb 3...d5 Defensa Grünfeld (D70–D99)

### D00–D69
1.d4 d5 Defenses tancades:
- D00 Obertura de peó de dama (incloent gambit Blackmar-Diemer, Parany de Halosar i altres)
- D01 Obertura Veresov
- D02 Obertura Grünfeld invertida (Obertura de peó de dama, 2. Cf3)
- D03 Atac Torre, variant Tartakower
- D04 Obertura de peó de dama
- D05 Obertura de peó de dama, variant Zukertort (incloent Sistema Colle)
- D06 gambit de dama declinat (incloent la defensa Bàltica, Defensa Marshall i Defensa simètrica)
- D07 Gambit de dama declinat, variant Chigorin
- D08 Gambit de dama declinat, Contragambit Albin i Parany de Lasker
- D09 Gambit de dama declinat, Contragambit Albin, 5.g3
- D10 Gambit de dama declinat, Defensa Eslava
- D11 Gambit de dama declinat, eslava, 3.Cf3
- D12 Gambit de dama declinat, eslava, 4.e3 Af5
- D13 Gambit de dama declinat, eslava, variant del canvi
- D14 Gambit de dama declinat, eslava, variant del canvi, 6.Af4 Af5
- D15 Gambit de dama declinat, eslava, 4.Cc3
- D16 Gambit de dama declinat, eslava acceptada, variant Alapín
- D17 Gambit de dama declinat, eslava, defensa txeca
- D18 Gambit de dama declinat, eslava, variant Holandesa
- D19 Gambit de dama declinat, eslava, variant Holandesa
- D20 gambit de dama acceptat
- D21 Gambit de dama acceptat, 3.Cf3
- D22 Gambit de dama acceptat, Defensa Alekhin
- D23 Gambit de dama acceptat
- D24 Gambit de dama acceptat, 4.Cc3
- D25 Gambit de dama acceptat, 4.e3
- D26 Gambit de dama acceptat, variant clàssica
- D27 Gambit de dama acceptat, variant clàssica
- D28 Gambit de dama acceptat, variant clàssica, 7.De2
- D29 Gambit de dama acceptat, variant clàssica, 8...Ab7
- D30 gambit de dama declinat
- D31 Gambit de dama declinat, 3.Cc3
- D32 Gambit de dama declinat, Defensa Tarrasch
- D33 Gambit de dama declinat, Tarrasch, Sistema Schlechter-Rubinstein
- D34 Gambit de dama declinat, Tarrasch, 7...Ae7
- D35 Gambit de dama declinat, variant del canvi
- D36 Gambit de dama declinat, canvi, línia posicional, 6.Dc2
- D37 Gambit de dama declinat, 4.Cf3
- D38 Gambit de dama declinat, variant Ragozin
- D39 Gambit de dama declinat, Ragozin, variant Vienna
- D40 Gambit de dama declinat, Defensa Semi-Tarrasch
- D41 Gambit de dama declinat, Semi-Tarrasch, 5.cd
- D42 Gambit de dama declinat, Semi-Tarrasch, 7.Ad3
- D43 Gambit de dama declinat, Defensa Semi-Eslava
- D44 Gambit de dama declinat, Semi-Eslava 5.Ag5 dxc4
- D45 Gambit de dama declinat, Semi-Eslava 5.e3
- D46 Gambit de dama declinat, Semi-Eslava 6.Ad3, sistema Londres
- D47 Gambit de dama declinat, Semi-Eslava 7.Ac4
- D48 Gambit de dama declinat, Meran, 8...a6
- D49 Gambit de dama declinat, Meran, 11.Cxb5
- D50 Gambit de dama declinat, 4.Ag5
- D51 Gambit de dama declinat, 4.Ag5 Cbd7 (Defensa Cambridge Springs i Parany de l'elefant)
- D52 Gambit de dama declinat
- D53 Gambit de dama declinat, 4.Ag5 Ae7
- D54 Gambit de dama declinat, variant Anti-Neo-Ortodoxa
- D55 Gambit de dama declinat, 6.Cf3
- D56 Gambit de dama declinat, Defensa Lasker
- D57 Gambit de dama declinat, Defensa Lasker, línia principal
- D58 Gambit de dama declinat, Sistema Tartakower (Makagonov-Bondarevsky)
- D59 Gambit de dama declinat, Sistema Tartakower (Makagonov-Bondarevsky), 8.cd Cxd5
- D60 Gambit de dama declinat, Defensa Ortodoxa
- D61 Gambit de dama declinat, Defensa Ortodoxa, variant Rubinstein
- D62 Gambit de dama declinat, Defensa Ortodoxa, 7.Dc2 c5, 8.cd (Rubinstein)
- D63 Gambit de dama declinat, Defensa Ortodoxa, 7.Tc1
- D64 Gambit de dama declinat, Defensa Ortodoxa, Atac Rubinstein (con Tc1)
- D65 Gambit de dama declinat, Defensa Ortodoxa, Atac Rubinstein, línia principal
- D66 Gambit de dama declinat, Defensa Ortodoxa, línia Ad3 incloent Parany de Rubinstein
- D67 Gambit de dama declinat, Defensa Ortodoxa, línia Ad3, Maniobra Llibertadora de Capablanca
- D68 Gambit de dama declinat, Defensa Ortodoxa, variant clàssica
- D69 Gambit de dama declinat, Defensa Ortodoxa, clàssica, 13.dxe5

### D70–D99
1.d4 Cf6 2.c4 g6 amb 3...d5 Defensa Grünfeld:
- D70 Defensa Neo-Grünfeld
- D71 Neo-Grünfeld, 5.cd
- D72 Neo-Grünfeld, 5.cd, línia principal
- D73 Neo-Grünfeld, 5.Cf3
- D74 Neo-Grünfeld, 6.cd Cxd5, 7.O-O
- D75 Neo-Grünfeld, 6.cd Cxd5, 7.O-O c5, 8.Cc3
- D76 Neo-Grünfeld, 6.cd Cxd5, 7.O-O Cb6
- D77 Neo-Grünfeld, 6.O-O
- D78 Neo-Grünfeld, 6.O-O c6
- D79 Neo-Grünfeld, 6.O-O, línia principal
- D80 Defensa Grünfeld
- D81 Grünfeld, variant Russa
- D82 Grünfeld, 4.Af4
- D83 gambit Grünfeld
- D84 gambit Grünfeld acceptat
- D85 Grünfeld, variant del canvi
- D86 Grünfeld, canvi, variant clàssica
- D87 Grünfeld, canvi, variant Spassky
- D88 Grünfeld, variant Spassky, línia principal, 10...cd, 11.cd
- D89 Grünfeld, variant Spassky, línia principal, 13.Ad3
- D90 Grünfeld, variant tres cavalls
- D91 Grünfeld, variant tres cavalls
- D92 Grünfeld, 5.Af4
- D93 Grünfeld amb 5.Af4 O-O 6.e3
- D94 Grünfeld, 5.e3
- D95 Grünfeld amb 5.e3 O-O 6.Db3
- D96 Grünfeld, variant russa
- D97 Grünfeld, variant russa amb 7.e4
- D98 Grünfeld, russa, variant Smislov
- D99 Defensa Grünfeld, Smislov, línia principal

## E
El codi 'E' inclou les anomenades Defenses Índies (1.d4 Cf6).
- 1.d4 Cf6 2.c4 e6: sistemes indis amb ...e6 (E00–E59)
- 1.d4 Cf6 2.c4 g6 sense 3...d5: sistemes indis amb ...g6 (excepte Grünfeld) (E60–E99)

### E00–E59
1.d4 Cf6 2.c4 e6: sistemes indis amb ...e6: 
- E00 Obertura de peó de dama (incloent Atac NeoIndi, Atac Trompowski, Obertura Catalana d'entre altres)
- E01 Catalana, tancada
- E02 Catalana, oberta, 5.Da4
- E03 Catalana, oberta, variant Alekhin
- E04 Catalana, oberta, 5.Cf3
- E05 Catalana, oberta, línia clàssica
- E06 Catalana, tancada, 5.Cf3
- E07 Catalana, tancada, 6...Cbd7
- E08 Catalana, tancada, 7.Dc2
- E09 Catalana, tancada, línia principal
- E10 Peó de dama, 3.Cf3 (i gambit Blumenfeld)
- E11 Defensa Bogo-Índia
- E12 Defensa índia de dama
- E13 Índia de dama, 4.Cc3, línia principal
- E14 Índia de dama, 4.e3
- E15 Índia de dama, 4.g3
- E16 Índia de dama, variant Capablanca
- E17 Índia de dama, 5.Ag2 Ae7
- E18 Índia de dama, Línia principal antiga, 7.Cc3
- E19 Índia de dama, Línia principal antiga, 9.Dxc3
- E20 Defensa Nimzo-Índia
- E21 Nimzo-Índia, variant dels tres cavalls
- E22 Nimzo-Índia, variant Spielman
- E23 Nimzo-Índia, Spielmann, 4...c5, 5.dc Cc6
- E24 Nimzo-Índia, variant Saemisch
- E25 Nimzo-Índia, variant Saemisch, variant Keres
- E26 Nimzo-Índia, variant Saemisch, 4.a3 Axc3+ 5.bxc3 c5 6.e3
- E27 Nimzo-Índia, variant Saemisch, 5...0-0
- E28 Nimzo-Índia, variant Saemisch, 6.e3
- E29 Nimzo-Índia, variant Saemisch, línia principal
- E30 Nimzo-Índia, variant Leningrad,
- E31 Nimzo-Índia, variant Leningrad, línia principal
- E32 Nimzo-Índia, variant clàssica
- E33 Nimzo-Índia, variant clàssica, 4...Cc6
- E34 Nimzo-Índia, clàssica, variant Noa
- E35 Nimzo-Índia, clàssica, variant Noa, 5.cxd5 exd5
- E36 Nimzo-Índia, clàssica, variant Noa, 5.a3
- E37 Nimzo-Índia, clàssica, variant Noa, línia principal, 7.Dc2
- E38 Nimzo-Índia, clàssica, 4...c5
- E39 Nimzo-Índia, clàssica, variant Pirc
- E40 Nimzo-Índia, 4.e3
- E41 Nimzo-Índia, 4.e3 c5
- E42 Nimzo-Índia, 4.e3 c5, 5.Ce2 (Rubinstein)
- E43 Nimzo-Índia, variant Fischer
- E44 Nimzo-Índia, variant Fischer, 5.Ce2
- E45 Nimzo-Índia, 4.e3, variant Bronstein (Byrne)
- E46 Nimzo-Índia, 4.e3 O-O
- E47 Nimzo-Índia, 4.e3 O-O, 5.Ad3
- E48 Nimzo-Índia, 4.e3 O-O, 5.Ad3 d5
- E49 Nimzo-Índia, 4.e3, sistema Botvinnik
- E50 Nimzo-Índia, 4.e3 e8g8, 5.Cf3, sin ...d5
- E51 Nimzo-Índia, 4.e3 e8g8, 5.Cf3 d7d5
- E52 Nimzo-Índia, 4.e3, línia principal amb ...b6
- E53 Nimzo-Índia, 4.e3, línia principal amb ...c5
- E54 Nimzo-Índia, 4.e3, sistema Gligoric amb 7...dc
- E55 Nimzo-Índia, 4.e3, sistema Gligoric, variant Bronstein
- E56 Nimzo-Índia, 4.e3, línia principal amb 7...Cc6
- E57 Nimzo-Índia, 4.e3, línia principal amb 8...dxc4 i 9...Axc4 cxd4
- E58 Nimzo-Índia, 4.e3, línia principal amb 8...Axc3
- E59 Nimzo-Índia, 4.e3, línia principal

### E60–E99
1.d4 Cf6 2.c4 g6 sense 3...d5: sistemes indis amb ...g6 (excepte Grünfeld):
- E60 Defensa índia de rei
- E61 Defensa índia de rei, 3.Cc3
- E62 Índia de rei, variant del Fianchetto
- E63 Índia de rei, Fianchetto, variant Panno
- E64 Índia de rei, Fianchetto, sistema Jugoslau
- E65 Índia de rei, iugoslau, 7.O-O
- E66 Índia de rei, Fianchetto, iugoslau Panno
- E67 Índia de rei, Fianchetto amb ...Cd7
- E68 Índia de rei, Fianchetto, variant clàssica, 8.e4
- E69 Índia de rei, Fianchetto, variant clàssica línia principal
- E70 Índia de rei, 4.e4
- E71 Índia de rei, sistema Makagonov (5.h3)
- E72 Índia de rei amb e4 & g3
- E73 Índia de rei, 5.Ae2
- E74 Índia de rei, Averbakh, 6...c5
- E75 Índia de rei, Averbakh, línia principal
- E76 Defensa índia de rei, atac dels quatre peons
- E77 Defensa índia de rei, atac dels quatre peons, 6.Ae2
- E78 Defensa índia de rei, atac dels quatre peons, amb Be2 i Cf3
- E79 Defensa índia de rei, atac dels quatre peons, línia principal
- E80 Índia de rei, variant Sämisch
- E81 Índia de rei, Sämisch, 5...O-O
- E82 Índia de rei, Sämisch, variant del doble Fianchetto
- E83 Índia de rei, Sämisch, 6...Cc6
- E84 Índia de rei, Sämisch, línia principal de Panno
- E85 Índia de rei, Sämisch, variant Ortodoxa
- E86 Índia de rei, Sämisch, ortodoxa, 7.Cge2 c6
- E87 Índia de rei, Sämisch, ortodoxa, 7.d5
- E88 Índia de rei, Sämisch, ortodoxa, 7.d5 c6
- E89 Índia de rei, Sämisch, línia principal de l'ortodoxa
- E90 Índia de rei, 5.Cf3
- E91 Índia de rei, 6.Ae2
- E92 Índia de rei, variant clàssica
- E93 Índia de rei, sistema Petrosian, línia principal
- E94 Índia de rei, variant ortodoxa
- E95 Índia de rei, Ortodoxa, 7...Cbd7, 8.Te1
- E96 Índia de rei, Ortodoxa, 7...Cbd7, línia principal
- E97 Índia de rei, Ortodoxa, variant Aronin-Taimànov (atac iugoslau / variant Mar del Plata)
- E98 Índia de rei, Ortodoxa, Aronin-Taimànov, 9.Ce1
- E99 Índia de rei, Ortodoxa, Aronin-Taimànov, línia principal